# Navadna pršica
Navadna pršica, znana tudi kot hmeljeva pršica in fižolova pršica (znanstveno ime Tetranychus urticae)  je vrsta pršic, ki se hrani s sokom različnih rastlin in velja za škodljivca kmetijskih rastlin. Je najpogostejša vrsta iz družine prelk, njen genom pa je bil v celoti sekvenciran leta 2011 in je tako prvi sekvencirani genom pipalkarjev.

## Opis
Odrasle pršice so s prostim očesom komaj vidne. Odrasla samica je dolga med 0,4 in 0,5 mm in ima hrbtno izbočeno telo, poraščeno z drobnimi dlačicami, razporejenimi v štirih vzdolžnih vrstah. Samci so nekoliko manjši in povprečno dosežejo v dolžino 0,35 mm. Telo samcev je zoženo. Barva telesa je rumenkasta do zelenkasta. Diapavzalne zimske samice so oranžne do opekasto rdeče. V sredini telesa sta na obeh straneh dve temnejši pegi, ki včasih segata do zadnjega dela telesa. Imajo 8 členastih nog. Navadne pršice, ki živijo v rastlinjakih, zmernem in tropskem podnebju, predejo tanke svilene niti na zgornji in spodnji strani listov napadenih rastlin.
Samica živi okoli 30 dni, med tem časom pa odloži 90-120 jajčec, včasih celo 200 po celi listni ploskvi gostiteljske rastline. Jajčeca so okroglasta, svetla, pozneje rumenkasta, v premeru pa merijo med 0,13 in 0,14 mm. Iz jajčec se po 3 do 5 dneh izležejo ličinke, ki imajo takoj po ekloziji tri pare nog, protonimfe in deutonimfe pa imajo štiri pare. Med tremi levitvami, ki jih opravijo ličinke prehajajo skozi dve fazi: aktivno fazo in fazo mirovanja. Razvoj od jajčec do odrasle pršice traja pri optimalni temperaturi 30-33° C od 8 do 12 dni; pri temperaturi 21° C pa 14 dni. Letno lahko navadna pršica razvije od 6 do 10 generacij. Iz neoplojenih jajčec se pri navadni pršici izležejo samci.
Prezimijo oplojene odrasle diapavzalne samice, običajno pod listjem, v razpokah tal, na opornih kolih ali stebrih. Aktivne postanejo marca do aprila pri čemer se podajo najprej na plevele, še posebno koprive na katere pogosto odložijo tudi jajčeca. 

## Razširjenost
Navadna pršica izvira iz Evrazije, danes pa je razširjena že po vsem svetu. Hrani se na več kot 200 rastlinskih vrstah. Med gojenimi rastlinami je velik škodljivec predvsem na hmelju, fižolu, bobu, grahu, krompirju, detelji, lucerni in na okrasnih rastlinah, pa tudi na sadnjem drevju in vinski trti. Napada tudi plevele, med katerimi velja izpostaviti koprive po katerih je dobila znanstveno ime.
V Indiji predstavlja navadna pršica enega najpogostejših škodljivcev na ašvagandi (Withania somnifera).

## Nadzor škodljivca
Po Evropi se navadno pršico zatira kemično s pomočjo akaricidov, preventivno pa z rastlinsko higieno, ki vključuje odstranjevanje plevelov iz rastlinjakov in okolice in s sežiganjem tega plevela. V nekaterih državah se že izvaja tudi biološki nadzor s pomočjo plenilske vrste Phytoseiulus persimilis, ki izsesava ličinke in odrasle navadne pršice.